# Raimund Schreier
Raimund Schreier OPraem (* 29. prosince 1952, Innsbruck) je tyrolský římskokatolický kněz, který byl v letech 1992 – 2023 opatem ve Wiltenu.